# 시흥동 보복 살인 사건
시흥동 보복 살인 사건은 김모(33세 남성)가 이별을 통보한 전 여자친구(47세)를 폭력으로 조사받은 직후 살인한 사건이다.

## 사건
2023년 5월 26일 김모(33세 남성)는 이별을 통보한 전 여자친구(47세)를 찾아가 행패를 부리다가 경찰에 신고당했다. 피해자보다 먼저 조사를 마치고 나온 김모는 흉기를 챙겨 서울특별시 금천구 시흥동의 상가 지하주차장에서 차량 뒤에 숨어서 기다리다가 오전 7시 17분 피해자를 흉기로 수 차례 찔러 살인하고 달아났다. 김씨는 같은 날 오후 3시 25분에 경기도 파주시 한 공터에서 붙잡혔다.

## 수사
서울금천경찰서는 체포한 김씨의 행적 조사 결과와 피의자 진술에 따라 김씨가 경찰 신고에 앙심을 품고 피해자를 살해했다고 보고 2023년 5월 27일 특정범죄가중처벌법상 보복살인 혐의로 구속영장을 신청했다.
2023년 5월 26일 오전 4시 서울 금천구 시흥동의 PC방에 만난 김씨와 피해자는 오전 5시 넘어 피해자의 집으로 가는 길에 말다툼을 벌인 것으로 조사됐다. 경찰에 따르면 피해자는 오전 5시 37분 "김씨가 TV를 부수고 서너 차례 팔을 잡아당겼다. 폭행 아니냐"며 경찰에 신고했다. 경찰은 김씨를 임의동행해 오전 6시 11분까지 조사했다. 김씨는 PC방 건물 지하주차장에서 피해자의 차량을 발견한 뒤 300∼400m 떨어진 피해자 집에서 흉기를 챙겨 다시 나왔다. 김씨는 피해자의 집에 일주일에 한두 차례 들르는 사이였다고 진술했다. 피해자가 조사를 마친 시각은 오전 7시 10분이었다. 김씨는 차량 뒤에 숨어 기다리다가 피해자를 흉기로 수 차례 찌른 것으로 조사됐다.